# Вольская, Бронислава
Бронислава Вольская (урожденная — Ладновская) (пол. Bronisława Wolska; 7 февраля 1840, Краков — 7 мая 1926, Краков) — польская актриса

.

## Биография
Родилась в артистической семье.
С детства выступала на сцене Краковского театра. Дебютировала в 1854 году в Кракове; с труппой побывала в 1854 и 1855 годах на концертах в Познани и Гнезно, а в 1856 году — в Вене и Калише.
В 1857—1860 годы выступала в Тарнуве, Новы-Сонче, Жешуве и др. В 1860 году снова недолго выступала в Кракове. В 1860—1862 годах — актриса передвижной труппы своего отца, путешествовала по Царству Польскому. С апреля по декабрь 1862 года несколько раз выступала с труппой отца на краковской сцене, с марта 1863 года играла в Черновцах. В 1864/65 годах играла во Львове. В 1865 году вышла замуж за актёра Владислава Вольского. С марта 1865 по 1911 г. выступала в Кракове. В 1881 году, через десять лет после смерти своего первого мужа, снова вышла замуж за Владислава Воллебера (Wohlleber), начальника таможни в Кракове.
В июне 1882 года ушла со сцены, но после смерти второго мужа в мае 1884 года вернулась в театр. 22 апреля 1899 года прошло празднование юбилея сорок пятой годовщины сценической деятельности одной из ведущих актрис Краковского театра. 13 мая 1911 г. — отмечался пятидесятилетний юбилей актрисы. Вскоре после второго юбилея она на совсем покинула сцену.

## Творчество
Выступала в комедиях и драмах А. Фредро (Добруйская — «Девичьи обеты», Анеля и Зося «Дамы и гусары»), Ю. Коженёвского, С. Выспянского (Деметра — «Ноябрьская ночь»). Играла Акулину Ивановну («Мещане» М. Горького), Анусю («Девушка и леди»), королева Анна («Стакан воды» Э. Скриба), Дебора («Дебора»), Елизавета («Мария Стюарт» Ф. Шиллера), Бона («Барбара Радзивиллувна» А. Фелинского), Королева («Гамлет» Шекспира), Августа («Семейное гнездо»), Макрина («Снег»), Вдова («Балладина» Ю. Словацкого)и др.